# Kotły (województwo podlaskie)
Kotły (białorus. Катлы) – wieś w Polsce położona w województwie podlaskim, w powiecie bielskim, w gminie Bielsk Podlaski.

## Historia
Według Pierwszego Powszechnego Spisu Ludności, przeprowadzonego w 1921 r., wieś Kotły liczyła 73 domy i zamieszkiwało ją 241 osób (131 kobiet i 110 mężczyzn). Wszyscy ówcześni mieszkańcy miejscowości zadeklarowali białoruską przynależność narodową oraz wyznanie prawosławne. W okresie międzywojennym Kotły znajdowały się w gminie Pasynki.
W latach 1954–1959 wieś należała i była siedzibą władz gromady Kotły, po jej zniesieniu w gromadzie Pasynki. W latach 1975–1998 miejscowość administracyjnie należała do województwa białostockiego.

## Inne
We wsi znajduje się prawosławna czasownia, należąca do parafii Zaśnięcia Przenajświętszej Bogurodzicy w Bielsku Podlaskim. Natomiast wierni kościoła rzymskokatolickiego należą do parafii Matki Bożej z Góry Karmel w Bielsku Podlaskim.

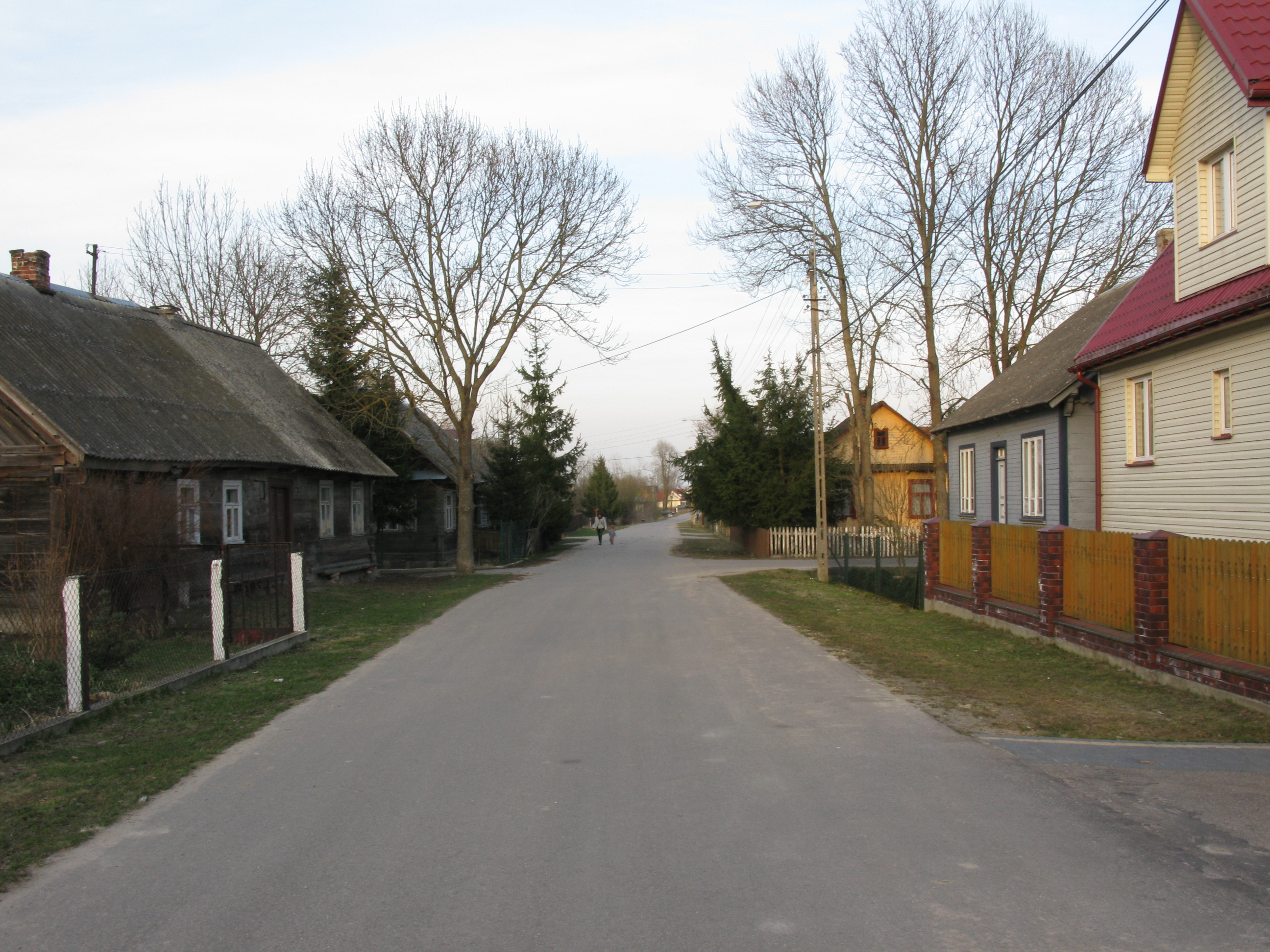
Droga przez wieś
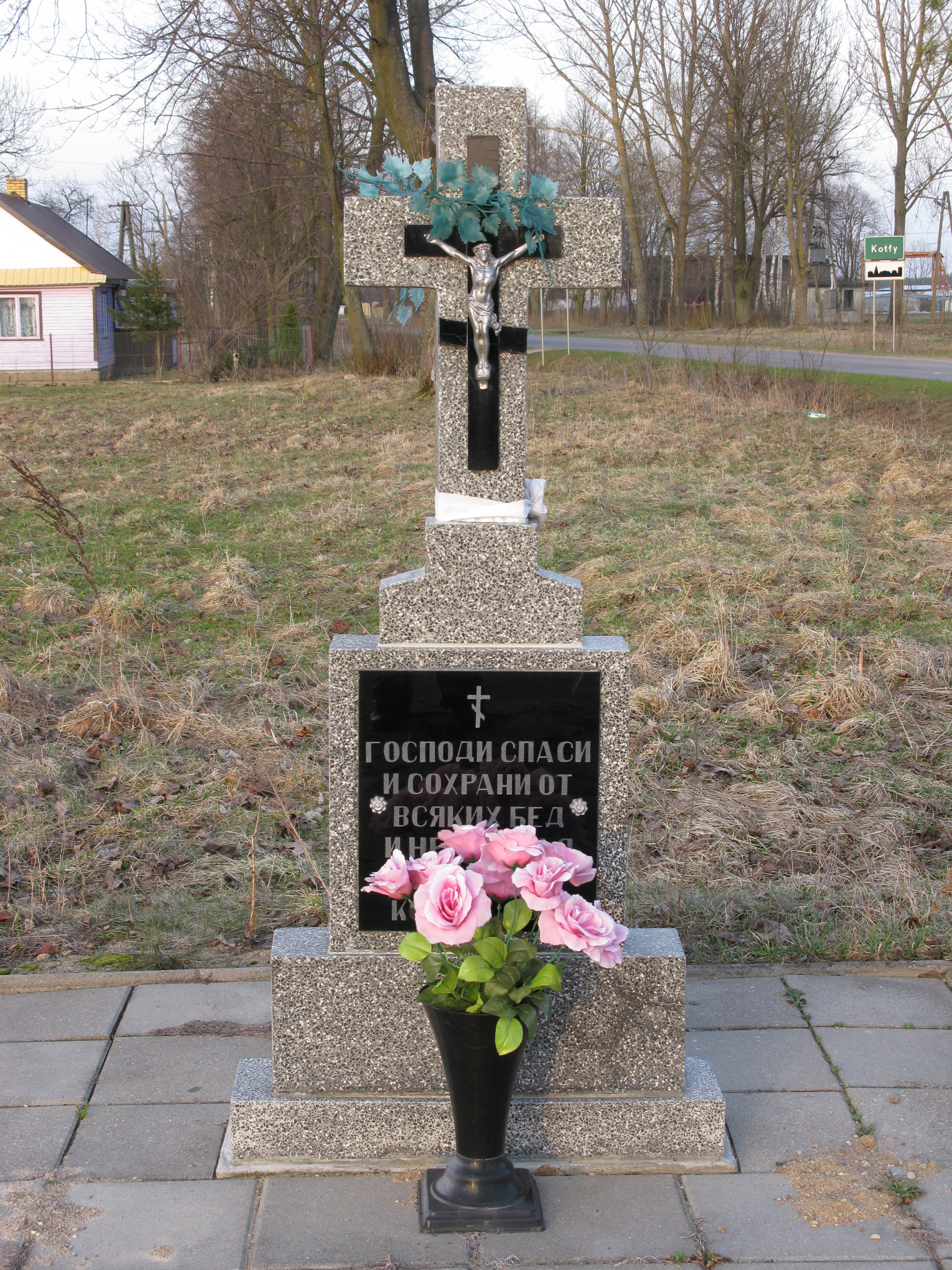
Krzyż wotywny
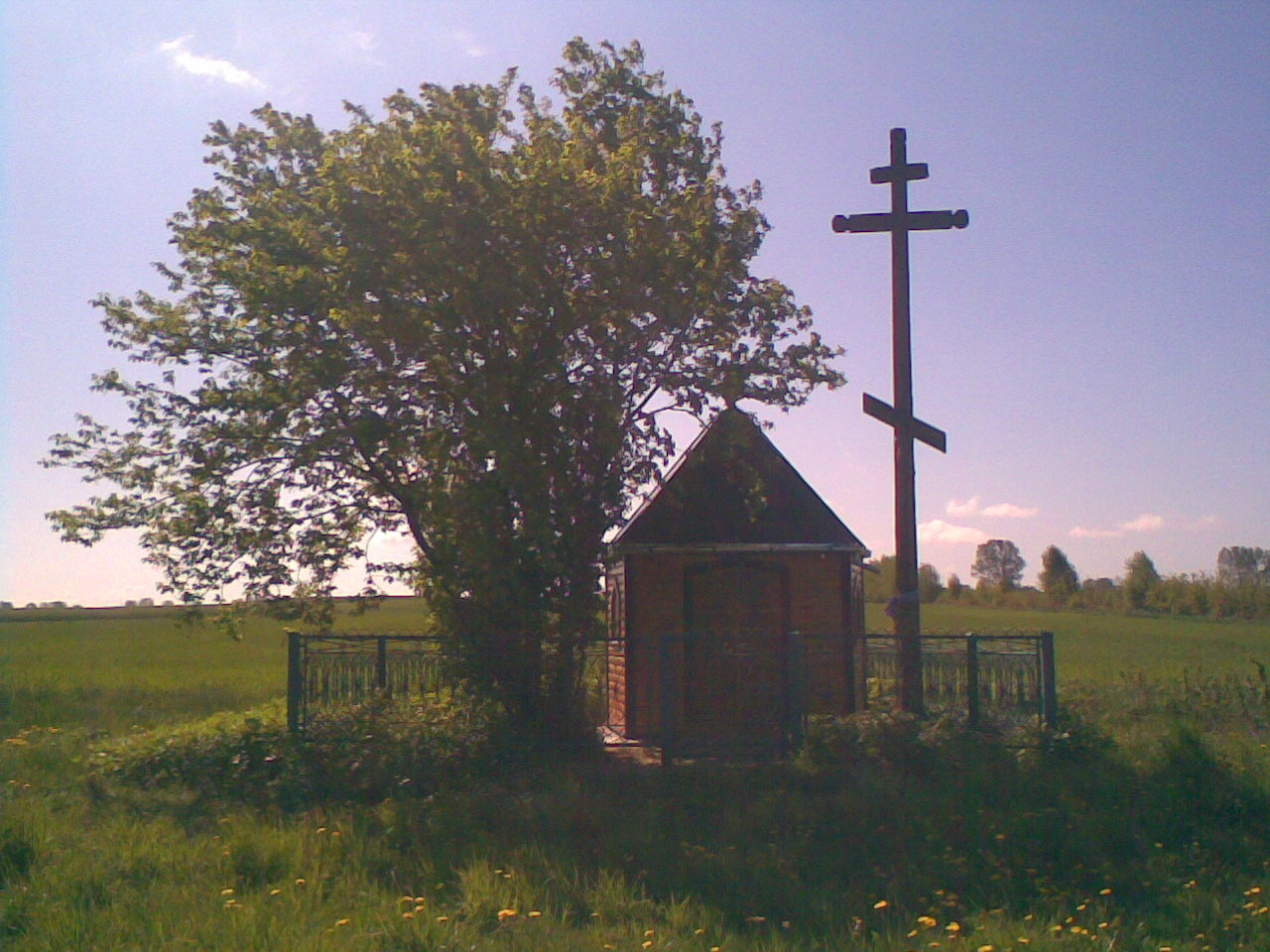
Czasownia w Kotłach
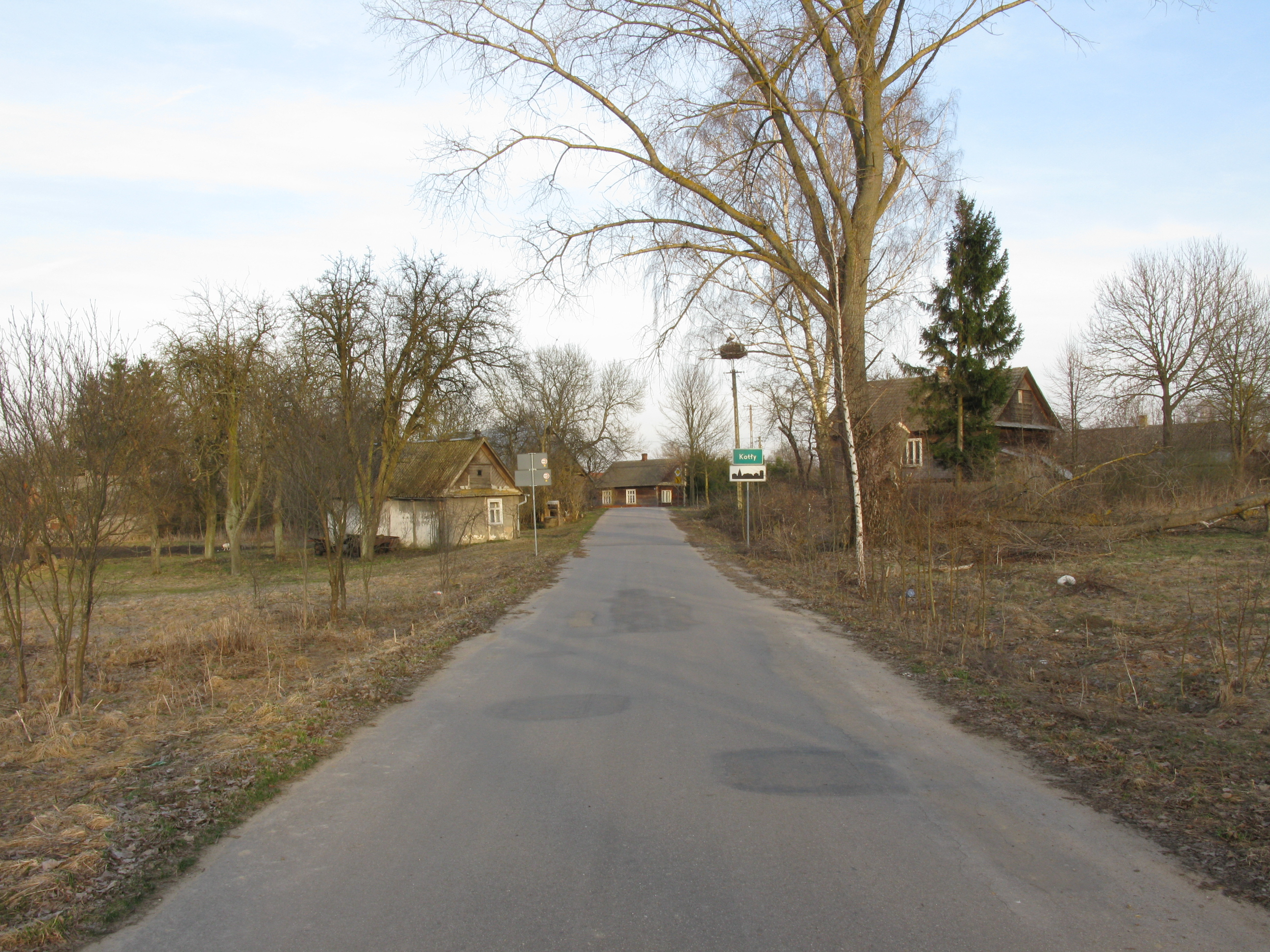
Wjazd do wsi